# 金明完
金明完（김명완 , Myungwan Kim 1978年2月2日—），首爾市出身，韩国围棋职业九段棋手。1994年入段，2000年晋升五段，2001年晋升六段，2007年晋升八段，2008年晋升九段。

## 主要战绩
- 1995年进入第6届BC信用卡杯本赛
- 1996年进入第2届巴克斯杯天元战本赛、第7届BC信用卡杯本赛
- 1998年获得第8届BC信用卡杯新人王战亚军
- 1999年进入第43届国手战本赛，获得第9届BC信用卡杯新人王战亚军
- 2000年进入第12届棋圣战本赛、第10届新人王战本赛，获得新锐职业十杰战季军
- 2002年获得第12届BC信用卡杯新人王战亚军
- 2003年进入第22届KBS围棋王战本赛、第15届棋圣战本赛、第14届BC信用卡杯新人王战本赛
- 2004年韩国围棋联赛担任宝海队第3台
- 2005年胜王雷和鹤山淳志，进入第10届三星火灾杯本赛8强后负于胡耀宇
- 2008年美国公开赛冠军。